# Kintampo sud
Pour les articles homonymes, voir Kintampo (homonymie).
Le district de Kintampo sud est l’un des 22 districts de la Région de Brong Ahafo au Ghana.
Il a été créé par décret présidentiel le 12 novembre 2003 par scission du district de Kintampo, créant aussi le district de Kintampo nord.